# プレミスト琴似スカイクロスタワー
プレミスト琴似スカイクロスタワー（プレミストことにスカイクロスタワー）は、札幌市西区琴似で琴似4・2地区第一種市街地再開発事業により建設した超高層マンション。大手デベロッパーの大和ハウス工業が分譲した。

## 沿革
JR琴似駅周辺は1990年代より再開発が著しく、ザ・サッポロタワー琴似やヴェルビュタワー琴似を始めとする高層マンションが複合的に林立する「再開発のまち」として注目を浴びた。
当該区域である琴似4条2丁目（約1.6ha）はアスベスト工場跡地と木造建築物が点在し土地が低利用な状態であったため、再開発により高度利用の促進を図っている。2007年（平成19年）頃に工場が解体されて以降、2009年（平成21年）に都市計画が変更され、2010年（平成22年）に事業着手した。高さや規模も計画熟成の中で当初予定より大幅に拡大され、最終的に地上40階・約135mで着工・竣工している。この計画は琴似地区で最後となる大規模再開発であり、空中回廊の整備により商業機能や医療機能等との更なる一体化を行った。超高層マンションの竣工は2013年（平成25年）10月30日、11月01日より入居開始。隣接する複合商業施設コルテナIIも含めた事業終了は2014年（平成26年）を予定している。
2013年（平成25年）3月6日午前7時すぎ、本物件の建設現場で、作業に取りかかろうとした作業員の男性が19階から火が出ているのを見つけた。火が出た当時、建設作業は行われておらず、けが人はいなかった。建築中であるため通常の高層ビルに設置されているスプリンクラーなどの設備がまだ存在しなかったが、火はおよそ1時間後に消し止められ、3時間後に全ての階で問題が無い事が消防確認された。室内には作業用のストーブがついていたということで、警察は火事とストーブの関連を含め火の出た原因を調べている。
そのため工事は一時中断していたが、該当箇所の内外装を全て念入りに交換するなど対応を行い、2013年（平成25年）6月下旬より販売が再開され、2013年（平成25年）10月末に無事完成した。

## 仕様
超高層マンションはRC造・総戸数263戸で、敷地面積は11,128.41m2、総床面積は32,299.98m2である。西隣の琴似発寒川流域に町内会会館（S造・平屋・総床面積231m2の整備を行い、また周辺道路を拡幅することで歩行者空間に余裕を持たせる。敷地内には共同住宅の他に商業業務・集会所等の複合棟を設置し、それぞれJR琴似駅北口・南口に整備済みの空中回廊を連続させることでコルテナ1、コトニ3・1ビル、イトーヨーカドー琴似店を経由してJR琴似駅まで直結する。複合施設棟コルテナIIはS造・地上3階建て・総床面積12,252m2で、1・2階が商業・業務施設、3階と屋上が駐車場。なお空中回廊は約160m追加整備され、全長合計約1kmとなっている。

## 周辺施設
- JR北海道函館本線琴似駅
- 札幌市営地下鉄東西線琴似駅
- 北海道警察本部琴似庁舎
- コルテナ1
- 琴似3・1ビル
- 琴似グリーンホテル
- Aiba琴似
- イトーヨーカドー琴似店
- ダイエー琴似店
- マックスバリュ琴似店
- ローソン札幌コルテナ店
- 5588KOTONI
- 琴似駅前郵便局
- 琴似ファミリークリニック
- フィリピン名誉領事館
- 発寒河畔公園
- 発寒保育園

## アクセス
- 桑園発寒通に面し、琴似栄町通・鉄工団地通・二十四軒手稲通が至近である。
- JR琴似駅より徒歩5分、札幌市営地下鉄東西線琴似駅より徒歩9分。
- ジェイ・アール北海道バス琴似3条2丁目バス停（琴38・琴39）徒歩2分。

## 参考資料
- 琴似4・2地区（札幌市）
- プレミスト琴似スカイクロスタワー（大和ハウス）
- JR琴似駅周辺地区再開発事業（豊多）
- 琴似4.2地区再開発の施工業者決まり5月末にも着工（北海道建設新聞）